# Иоанн Лондонский
Иоа́нн Ло́ндонский (англ. John of London; XIII век) — английский математик и, возможно, астроном.

## Биография
Об Иоанне Лондонском и его сочинениях ничего достоверно не известно. Он упоминается Роджером Бэконом в его сочинении Opus tertium как один из двух «лучших» математиков (второй — Пьер Пелерен де Марикур). Эти двое ставились Бэконом выше, чем два «хороших» математика, среди которых он называл Джованни Кампано и «Мастера Николаса» — учителя математики Амори де Монфора (ум. ок. 1300), третьего сына Симона де Монфора. Основываясь на сопоставлении записей Бэкона, тот предположительно встречался с Иоанном в Париже около 1260 года.

## Предположения о личности Иоанна
Различные исследователи пытались по-разному идентифицировать личность Иоанна Лондонского. Одним из возможных вариантов называется Джон Бандун (англ. John Bandoun), которого тот же Бэкон упоминает в то же время как одного из внёсших большой вклад в математику (наравне с Робертом Гроссетестом и Адамом Маршом). Человек (или разные люди) с таким именем также неоднократно упоминается в те же годы. Один из них — автор короткой записки о координатах небесных тел для парижского каталога 1246 года. Другой упоминается составителем такого же каталога 1250 года Роджером Линкольнским как astronomus famosus (с лат. — «знаменитый астроном») и создатель астролябии для измерения координат небесных тел. Наконец, ещё один Иоанн Лондонский упоминается в качестве владельца и редактора рукописи сочинения Альхазема.
Кроме того, был ещё один Иоанн Лондонский, который должен был быть активен примерно с 1295 по 1320 год. Этот человек завещал после смерти аббатству Святого Августина в Кентербери свою библиотеку в 80 томов, в состав которой входили в том числе редкие книги по математике и астрономии. Были ли все эти люди одним и тем же лицом или разными, неизвестно.